# 동국대학교 WISE캠퍼스
동국대학교 WISE캠퍼스(東國大學校 WISE캠퍼스, Dongguk University WISE Campus)는 경상북도 경주시에 위치한 동국대학교의 분교이다.

## 역사
1978년에 동국대학교 경주캠퍼스이었으나, 2022년 개교 44년 만에 맞춰 WISE캠퍼스 이름으로 변경하였다.

## 교육편제

### 대학원
동국대학교 WISE캠퍼스는 일반대학원과 전문대학원 각각 1개원, 특수대학원 4개원 등 6개원이 설치되어 석·박사 과정을 제공하고 있다.